# Saliut 1
La Saliut 1 va ser la primera estació espacial de la història, es va llançar el 19 d'abril de 1971 en òrbita a 200 km sobre la Terra. Dues naus Soiuz visitaren l'estació abans que es cremés a l'entrar de nou en l'atmosfera, a l'octubre de 1971. Duia dos telescopis per a observar les estrelles. Els cosmonautes van realitzar proves mèdiques entre ells, i van estudiar el creixement de plantes en l'espai

## Dades
País: Unió Soviètica
Data de llançament: 19-4-1971 
Longitud: 15,8 m 
Diàmetre màxim: 4,15 m 
Volum habitable: 90 m3 
Pes en el llançament: 18.900 kg 
Vehicle de llançament: Proton (3 etapes) 
Àrea de panells solars: 20 m² 
Nombre de panells solars: 4
Nombre de port d'ancoratge: 1 
Missions tripulades: 2 
Missions tripulades de llarga durada: 1 
Materials: alumini i acer 
Tripulació: fins a 5 cosmonautes